# Forever for YOU
『forever for YOU』(フォーエヴァー・フォー・ユー)は倉木麻衣の初のミニ・アルバム。

## 概要
アルバム発売としては、2021年の『unconditional L♡VE』より、約2年9ヶ月振りとなる。デビュー25周年を記念してリリースされた、キャリア初のEP盤（ミニ・アルバム）。
名探偵コナン盤 A(完全限定生産) (描き下ろし『名探偵コナン』絵柄ジャケットA、『名探偵コナン』ジャケット絵柄／背景付きアクリルスタンドA)、名探偵コナン盤 B(完全限定生産) (描き下ろし『名探偵コナン』絵柄ジャケットB、『名探偵コナン』ジャケット絵柄／背景付きアクリルスタンドB)、初回限定盤 A (CD+DVD)、初回限定盤 B (CD+DVD)、通常盤 (CDのみ)、FC & Musing盤 (2CD)の計6形態での発売がなされ、それぞれジャケットも異なる。
全形態共通特典として、スペシャル水族館ライブ応募券が封入され、同時に発表されたコラボレーション企画「サンシャイン水族館 × 倉木麻衣 25th ANNIVERSARY ～Relaxing Night Aquarium～」の一環として、応募者の中から抽選で計120名（60名×2日間）を、今夏開催の「倉木麻衣スペシャルライブ in サンシャイン水族館」に招待される事となる。
更に、倉木麻衣のデビュー25周年を記念したプロジェクトの一環として、2つのコラボレーションが発表され、1つは、U-NEXTとのアニバーサリー企画「U-NEXT×倉木麻衣 25th Anniversary」であり、その第1弾としてデビュー曲「Love, Day After Tomorrow」から53曲のMVを4月22日の18時に一挙配信開始が成され、第2弾として5月22日より、倉木麻衣初の全国ツアーのライブ映像「Mai Kuraki & Experience First Live Tour 2001 ETERNAL MOMENT」が配信開始。その後も半年以上にわたり毎月ライブ映像がU-NEXTで配信され行く事になるのだと言う。
もう1つは、サンシャイン水族館とのコラボによる夜間限定イベント「サンシャイン水族館 × 倉木麻衣 25th ANNIVERSARY ～Relaxing Night Aquarium～」。デビュー25周年を記念し、今回の企画が実現し、倉木がプロデュースした特設水槽が登場する他、本イベントに向けて歌詞を書き下ろした「Forever for you」が、テーマソングとして館内にて使用されることが決定されている。またサンシャイン水族館の生き物たちをイメージした倉木描き下ろしイラストを使用したオリジナルグッズの販売などが予定されているとの事。かねてより倉木は大の水族館好きであったと言い、水族館に対しての想いは並々ならぬ物があり、水族館のカフェで歌詞を書いたり、生き物を眺めて日々の癒しの時間にする程であり、いつか水族館でのライブを実現したいと言う想いを抱いていたと言う。コラボ初日にはイベント開催を記念したサンシャインシティ・噴水広場での観覧フリーのオープニングセレモニー、そしてEPの購入者を抽選で招待する水族館ライブの実施も決定した。

## 収録曲

### CD

#### 全形態共通
1. Secret, voice of my heart (4:35)
作詞：倉木麻衣 / 作曲：本田光史郎 / 編曲：徳永暁人
配信限定シングル
テレビアニメ『名探偵コナン 犯人の犯沢さん』エンディング・テーマ
2. Unraveling Love 〜少しの勇気〜 (3:52)
作詞：Mai Kuraki / 作曲：NoiR / 編曲：中野定博・やっすん
配信限定シングル
読売テレビ・日本テレビ系全国ネット土曜よる6:00放送『名探偵コナン』オープニング・テーマ
3. Y☺︎u & I (3:29)
作詞：Mai Kuraki / 作曲：本山清治・Chris Meyer・川口大輔 / 編曲：本山清治
配信限定シングル
読売テレビ・日本テレビ系全国ネット土曜よる6:00放送『名探偵コナン』エンディング・テーマ
4. FOREVER HOME
新昭和「ウィザースガーデン」CMソング
5. Thank you for every breath
「脱炭素エキデン365」プロジェクト テーマソング
6. Forever for you
「サンシャイン水族館 × 倉木麻衣 25th ANNIVERSARY 〜Relaxing Night Aquarium〜」 テーマソング

#### Disc 2【FC & Musing盤】
-LIVE SOUND from FC限定スペシャルイベント「Mai Kuraki Fanclub Event 2023 "WE L♡VE Y☺︎U & MAI"」
1. ONE LOVE
2. 渡月橋 〜君 想ふ〜
3. ベロニカ
4. ZEROからハジメテ
5. ふわふわ

### DVD

#### 初回限定盤A
1. Secret, voice of my heart リリック・ビデオ (4:35)
2. Unraveling Love 〜少しの勇気〜 リリック・ビデオ (3:52)

#### 初回限定盤B
LIVE MOVIE from billboard classics MAI KURAKI premium symphonic concert 2023
1. Secret, voice of my heart
2. Stay by my side
3. 白い雪
4. Love, Day After Tomorrow
5. ひとりじゃない